# Leptotarsus (Longurio) albicubitalis
Leptotarsus (Longurio) albicubitalis is een tweevleugelige uit de familie langpootmuggen (Tipulidae). De soort komt voor in het Afrotropisch gebied.